# Creepers (Schuhe)

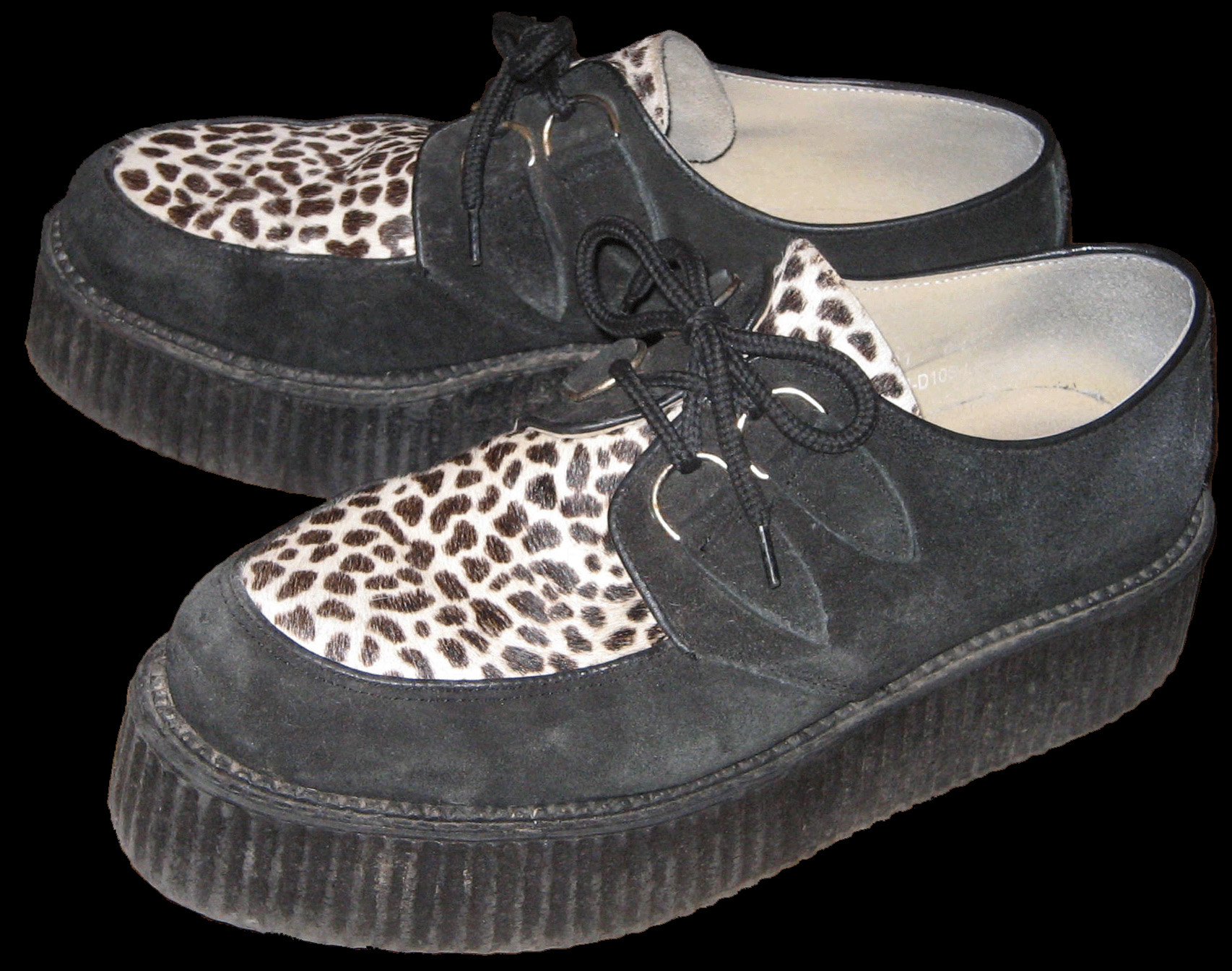
Creepers

Creepers (englisch „Leisetreter“), auch Brothel Creepers (englisch brothel, Bordell), sind flache Lederschuhe mit besonders dicken, weichen, durchgängig gestreiften Kreppsohlen. Diese Sohlen sind in der Regel bis zu 5 Zentimeter dick und haben senkrecht verlaufende Riefen. Creepers sind entweder geschnürt oder mit einer einzelnen Schnalle versehen. Das häufig verwendete Oberleder besteht überwiegend aus Rauleder (gebürstetes Kalbsleder, suede), was sie recht schmutzempfindlich macht.

## Geschichte
Nach dem Zweiten Weltkrieg kehrten Soldaten mit den sogenannten Brothel Creepers nach London zurück, die sie zuvor in Nordafrika angepasst an Klima und Umgebung getragen hatten. Sie entstanden aus den von ägyptischen und burmesischen Schuhmachern hergestellten Wildlederstiefeln mit einer dicken Gummisohle für militärische Einsätze. Sie wurden zuerst im Rotlichtmilieu Sohos gesichtet.
1949 brachte das US-amerikanische Unternehmen George Cox Footwear (seit 2021 Teil der Fred Perry-Gruppe) erfolgreich die erste modisch beeinflusste Variante unter dem Namen Hamilton auf den englischen Markt, die in ihrer englischen Fabrik in Wellingborough gefertigt wurden.
In den 1950er-Jahren waren Creepers bei Rockabilly-Kids beliebt; den Höhepunkt der Popularität erreichten sie mit den Teds in den 1950ern und frühen 1960ern. In den 1970er Jahren wurden sie in London im Shop Let it Rock von Malcolm McLaren, dem damaligen Partner von Vivienne Westwood, verkauft. Auch in den Subkulturen Ska, Punk und Goths wurden Creepers getragen.
In den 1990er Jahren gehörten die Spice Girls und Gwen Stefani zu den prominenten Trägern. In den 2010er bis 2020er Jahren erfuhren die Schuhe unter anderem durch Rihanna, The Weeknd, Rita Ora, Kate Perry und Miley Cyrus eine Renaissance.